# 211-я смешанная авиационная дивизия
211-я смешанная авиационная дивизия (211-я сад) — соединение Военно-воздушных сил (ВВС) Вооружённых сил РККА штурмовой, бомбардировочной и истребительной авиации, принимавшее участие в боевых действиях Великой Отечественной войны.

## Наименования дивизии
- 211-я смешанная авиационная дивизия;
- 212-я штурмовая авиационная дивизия;
- 4-я гвардейская штурмовая авиационная дивизия;
- 4-я гвардейская штурмовая авиационная Киевская дивизия (06.11.1943 г.);
- 4-я гвардейская штурмовая авиационная Киевская Краснознамённая дивизия;
- 4-я гвардейская штурмовая авиационная Киевская Краснознамённая ордена Кутузова дивизия;
- Полевая почта 36665.

## История и боевой путь дивизии
211-я смешанная авиационная дивизия сформирована 10 мая 1942 года на основании Приказа ВГК № 0083 от 5 мая 1942 года на базе управления ВВС 22-й армии в составе ВВС Калининского фронта. С первых дней своего формирования дивизия принимала участие в боях на Калининском фронте, нанося удары по противнику, разрушая железнодорожное сообщение в районах Ржев — Сычевка, прикрывала эшелоны своих войск на участках Селижарово — Соблаго, вела воздушную разведку в районах Великие Луки, Белый, Духовщина, уничтожала авиацию противника на аэродроме Ржев.
211-я смешанная авиационная дивизия 14 июня 1942 года на основании Приказа НКО СССР № 00122 от 10 июня 1942 года переформирована в
212-ю штурмовую авиационную дивизию в составе вновь сформированной 3-й воздушной армии на базе ВВС Калининского фронта.
В составе действующей армии дивизия находилась с 10 мая 1942 года по 14 июня 1942 года.

## Командир дивизии
- Полковник, генерал-майор авиации[3] Байдуков Георгий Филиппович[4], период нахождения в должности: с 10 мая 1942 года по 14 июня 1942 года.

## В составе объединений
| Дата          | Фронт (округ)     | Армия                   | Примечания |
| ------------- | ----------------- | ----------------------- | ---------- |
| 10.05.1942 г. | Калининский фронт | ВВС Калининского фронта | —          |
| 16.05.1942 г. | Калининский фронт | 3-я воздушная армия     | —          |
| 14.06.1942 г. | Калининский фронт | 3-я воздушная армия     | —          |

## Части и отдельные подразделения дивизии
За весь период своего существования боевой состав дивизии не претерпевал изменения:
| Период                  | Наименование                                    | Вооружение             |
| ----------------------- | ----------------------------------------------- | ---------------------- |
| 10.05.1942 — 21.06.1942 | 6-й гвардейский штурмовой авиационный полк      | Ил-2                   |
| 16.05.1942 — 04.11.1942 | 128-й ближнебомбардировочный авиационный полк   | Пе-2                   |
| 16.05.1942 — 14.06.1942 | 617-й ночной бомбардировочный авиационный полк  | Р-5                    |
| 15.05.1942 — 14.06.1942 | 1-й гвардейский истребительный авиационный полк | МиГ-3, Харрикейн, Як-1 |
| 16.05.1942 — 14.06.1942 | 163-й истребительный авиационный полк           | Як-1                   |
| 13.06.1942 — 21.06.1942 | 809-й штурмовой авиационный полк                | Ил-2, убыл в 264-ю шад |
| 11.06.1942 — 14.06.1942 | 235-й штурмовой авиационный полк                | Ил-2, убыл в 264-ю шад |
| 13.06.1942 — 14.06.1942 | 451-й штурмовой авиационный полк                | Ил-2, убыл в 264-ю шад |